# LibreOffice
LibreOffice е безплатен офис пакет с отворен код, проект на The Document Foundation. Той произлиза от OpenOffice.org, чийто изходен код е взет за основа за разработването на LibreOffice през 2010 г. Офис пакетът включва текстов редактор, програми за създаване на електронни таблици, презентации, диаграми, чертежи, математически формули и бази данни. Наличен е на 115 езика.
Програмата по подразбиране използва формата ODF – международния стандартизиран безплатен формат, разработен съвместно от Международната организация по стандартизация и Международната електротехническа комисия. Освен това LibreOffice поддържа и форматите на други известни офис пакети като Microsoft Office, но поради това, че те не са безплатни като ODF, съвместимостта е ограничена.
Софтуерът е предназначен за операционните системи Microsoft Windows, GNU/Linux, macOS, Android и iOS, като това е официалният офис пакет, включен в десетки GNU/Linux дистрибуции. От всички останали безплатни офис приложения LibreOffice е най-активно разработваното.
Първата стабилна версия е пусната на 25 януари 2011 г., като за девет месеца продуктът е бил изтеглен над 7 милиона пъти.

## Функции
| Програма | Програма            | Основни функции |
| -------- | ------------------- | --- |
|          | LibreOffice Writer  | Мощен WYSIWYG текстов редактор като Microsoft Word с множество функции – добавяне на графики, изображения, таблици и други. |
|          | LibreOffice Calc    | Програма за електронни таблици като Microsoft Excel. Множество функции, включително и алгоритъм за автоматично създаване на графики. |
|          | LibreOffice Impress | Програма за създаване на презентации като Microsoft PowerPoint. Една от по-различните функции е експортирането на SWF файлове, които се възпроизвеждатс Adobe Flash Player. |
|          | LibreOffice Draw    | Програма за създаване на векторни изображения с много възможности. Има и функция за редактиране на PDF файлове. |
|          | LibreOffice Math    | Програма за създаване на математически формули, работи със специален вариант на XML. Формулите могат да се вмъкнат и в други приложения от арсенала на LibreOffice като Writer и Calc. |
|          | LibreOffice Base    | Програма за създаване на бази данни като Microsoft Access с многофункционално предназначение. Лесно управление на бази данни, създаване на форми и отчети, които са достъпни за крайния потребител. Могат да се създават вградени бази данни, които се съхраняват заедно с другите документи. Това става с използването на базираната на Java HSQLDB система и базираната на C++ Firebird система. Освен това графичният интерфейс може да се използва за управлението на MySQL, MariaDB, PostgreSQL и Access бази данни. |